# Oden (gerecht)

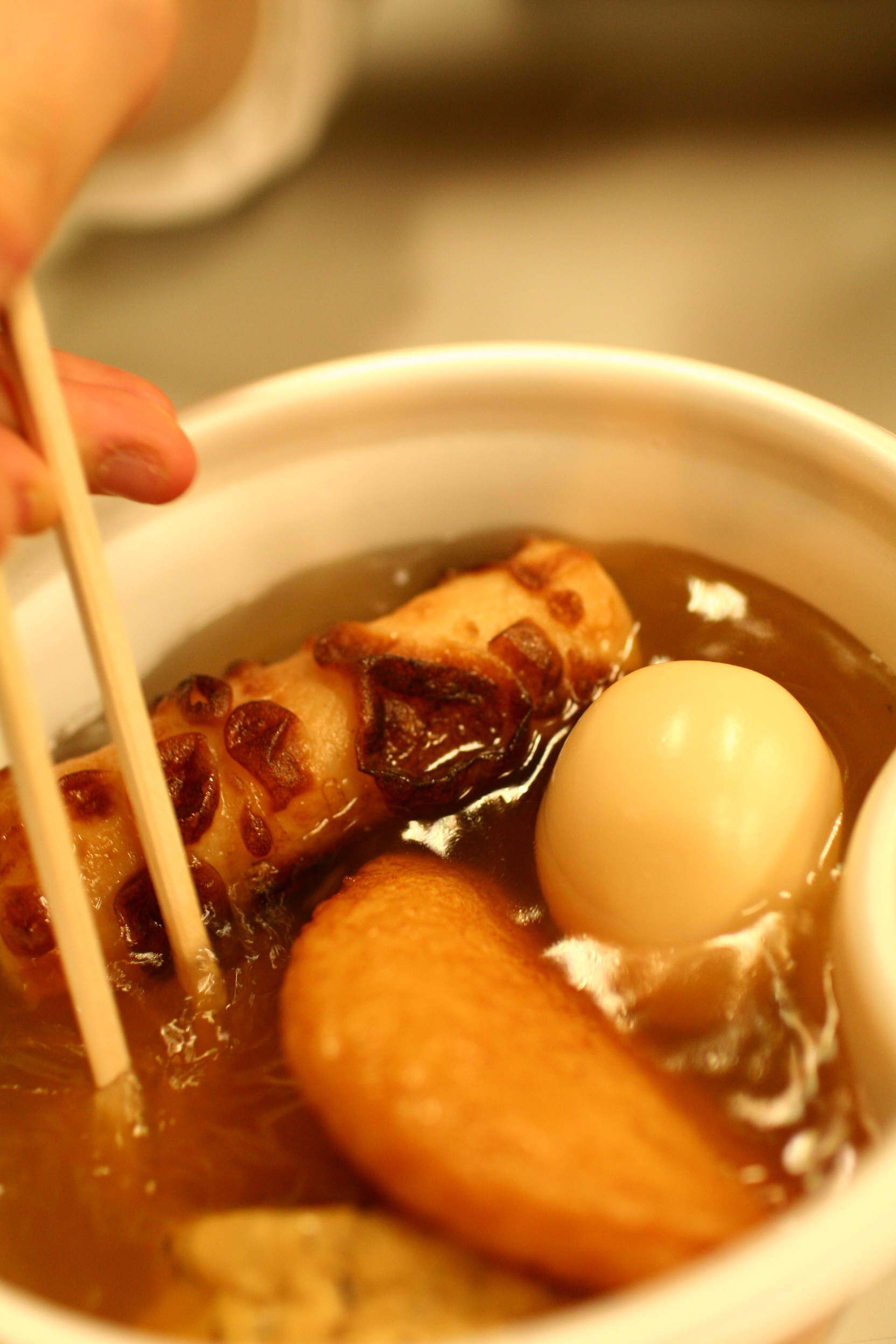
Oden

Oden (御田, おでん) is een Japanse soepachtige stoofpot dat ingrediënten bevat als: groenten, gekookte eieren, witte rammenas, konjak, visballetjes en -cakejes, gestoofd in een kombu-dashibouillon op basis van sojasaus. Oden geldt als een typisch wintergerecht en het wordt veel verkocht als fastfood in heel Japan. In restaurants en in de yatai van Fukuoka wordt het aangeboden, de klant betaalt per ingrediënt dat wordt uitgekozen. Ook kan men in Japan een kant-en-klaar odenpakket aanschaffen in de supermarkt, met daarin een selectie van odeningrediënten.